# La moda (álbum)
La moda es el tercer álbum de estudio del dúo puertorriqueño Yaga & Mackie. Fue publicado el 27 de septiembre de 2005 a través de Univision Records y La Calle Records, siendo distribuido por Universal Music Group. Presentado en un formato CD+DVD, contiene 17 canciones y las colaboraciones de Tego Calderón, Don Omar, Zion & Lennox, entre otros.

## Sencillos
- «El Tren» fue promocionado como el primer sencillo desprendido, con un vídeo musical con la misma temática. Ingresó en la decimotercera posición de lista de Billboard, Tropical Songs.[3]

- «Fuego» tuvo un vídeo musical en 2006. Es una canción con ritmos de bomba producido por el dúo Yai & Toly, siendo una de las pocas canciones donde Tego no compuso su coro.[4] Alcanzó la posición número 24 en la lista Tropical Songs.[5]

Canciones destacadas
- «Bailando» fue una colaboración con el dúo de hermanas Nina Sky, ingresando en la octava posición de la lista Tropical Songs,[6] como también en los Hot Latin Songs, alcanzando la posición #18.[7]

## Lista de canciones
| CD    |                                             |                       |          |  |
| N.º   | Título                                      | Productor(es)         | Duración |  |
| 1.    | «La moda (Intro)»                           | Nesty · Tainy · Echo  | 2:01     |  |
| 2.    | «El tren»                                   | Nesty                 | 3:03     |  |
| 3.    | «Vampira»                                   | DJ Blass              | 3:47     |  |
| 4.    | «Fuego» (con Tego Calderón)                 | Yai & Toly            | 3:43     |  |
| 5.    | «Hot caliente»                              | Nesty · Víctor        | 2:21     |  |
| 6.    | «Muévete» (con Pitbull)                     | DJ Blass · Yai & Toly | 3:00     |  |
| 7.    | «Uye» (a.k.a. “Huye”)                       | Nesty · Víctor        | 2:55     |  |
| 8.    | «Vestido blanco» (con Don Omar)             | Yai & Toly            | 3:49     |  |
| 9.    | «Let Me Know»                               | DJ Blass · Yai        | 3:34     |  |
| 10.   | «Bailando» (con Nina Sky)                   | Yai & Toly            | 3:10     |  |
| 11.   | «Cuando tú me miras» (a.k.a. “La mejicana”) | Nesty · Víctor        | 2:37     |  |
| 12.   | «Imposible ignorarte» (con Zion & Lennox)   | Nesty                 | 3:33     |  |
| 13.   | «A ti no»                                   | Yai & Toly            | 3:32     |  |
| 14.   | «Acércate» (con Odyssey)                    | Yai & Toly            | 3:01     |  |
| 15.   | «Skit» (Triunvirato)                        | Luny Tunes            | 1:26     |  |
| 16.   | «Con Swing»                                 | DJ Blass · Yai        | 2:35     |  |
| 17.   | «Nena chula» (con Benzino)                  | Echo · Bones          | 4:06     |  |
| 52:08 |                                             |                       |          |  |

DVD
1. La Moda
2. El Tour
3. Vídeos
4. Bonus Track

## Créditos y personal
Parcialmente adaptados desde AllMusic.
- Javier «Yaga» Martínez – Artista principal, composición.
- Luis «Mackie» Pizarro – Artista principal, composición.
- Paul Irizarry – Mezcla, producción.
- Tainy – Producción.
- Ernesto Padilla – Producción.
- Víctor Martínez (Víctor “El Nasi”) – Mezcla, producción.
- Vladimir Félix – Producción.
- Tego Calderón – Artista invitado, composición.
- Alex Arocho Moreno (Yai) – Producción.
- Wilfredo Moreno Pérez (Toly) – Producción.
- Armando Pérez – Artista invitado, composición.
- William Omar Landron – Artista invitado, composición.
- Nina Sky – Artistas invitadas, composición.
- Félix Ortiz Torres – Artista invitado, composición.
- Gabriel Pizarro – Artista invitado, composición.
- Joel Manuel Batista (Odyssey) – Artista invitado, composición.
- Luny Tunes – Producción.
- Hermes Ayala (Triunvirato) – Artista invitado, composición.
- Raymond Scott – Artista invitado, composición.
- Bones – Producción.
- Ferdinand Rodríguez – Fotografía.

## Posicionamiento en listas
| Listas (2005)                        | Mejor posición |
| ------------------------------------ | -------------- |
| Estados Unidos (Heatseekers Albums)  | 38             |
| Estados Unidos (Latin Rhythm Albums) | 8              |
| Estados Unidos (Top Latin Albums)    | 22             |